# Tonton Susanto
Tonton Susanto (* 24. September 1972 in Jakarta) ist ein indonesischer Radrennfahrer.
Mit 14 Jahren begann er mit dem Radsport und fuhr zunächst nur regionale Rennen.
Tonton Susanto begann seine professionelle Karriere 2002 bei dem Giant Asia Racing Team aus Taiwan. Von 2004 bis 2006 fuhr er für das indonesische Continental Team Wismilak. Bei den Südostasienspielen 2005 auf den Philippinen gewann er die Silbermedaille im Einzelzeitfahren. Bei den Asienspielen 2006 in Doha belegte Susanto im Zeitfahren den zehnten Rang hinter dem Sieger Baoqing Song. 2007 bis 2009 war er beim Letua Cycling Team aktiv, danach noch ein Jahr bei Azad University Iran.
2005 wurde Susanto wegen eines positiven Dopingtests auf Ephedrin für einen Monat gesperrt.

## Erfolge
2008
- Gesamtwertung Jelajah Malaysia
- eine Etappe Tour of East Java

2011
- Südostasienspiele – Einzelzeitfahren

## Teams
- 2002 Giant Asia Racing Team
- 2003 Giant Asia Racing Team
- 2004 Wismilak Cycling Team
- 2005 Wismilak Cycling Team (bis 30.09.)
- 2006 Wismilak Cycling Team
- 2007 Letua Cycling Team
- 2008 Letua Cycling Team
- 2009 Letua Cycling Team (bis 30.06.)
- 2010 Azad University Iran

- 2014 Pegasus Continental Cycling Team